# Oswaldo Drugovich Júnior
Oswaldo Drugovich Júnior, também conhecido como Júnior Drugovich (Paraná, 1958 ou 1959) é um automobilista brasileiro. Foi bicampeão da Fórmula Truck nos anos de 1997 e 1998. 

## Biografia
Descendente de austríacos e italianos, Oswaldo Drugovich Júnior vem de uma família ligada ao automobilismo. Seu irmão Sérgio Drugovich (1950-2023) competiu ao seu lado na Fórmula Truck. Outro irmão, Cláudio, correu na Fórmula Ford. Seu filho Matheus também já competiu no kart. E seu sobrinho Felipe Drugovich, filho de sua irmã Márcia, foi campeão da Fórmula 2 em 2022. Junto com alguns parentes, Júnior administra uma grande empresa do ramo de peças para caminhões e ônibus.

## Fórmula Truck
Júnior Drugovich esteve na Fórmula Truck desde a estreia da categoria em 1996, quando foi sexto colocado, com 13 pontos. Em 1997, duelou pelo título com seu irmão Sérgio, se sagrando campeão ao vencer as duas baterias da penúltima etapa em Interlagos. Em 1998, superou Renato Martins para se tornar o primeiro bicampeão da F-Truck. Em 1999, somou 147 pontos e foi terceiro colocado, ficando 15 pontos atrás de Martins e 42 pontos atrás do campeão Jorge Fleck. Deixou a Fórmula Truck em 2000.